# 모 던포드
모 던포드(Moe Dunford, 1987년 12월 11일 ~ )는 아일랜드의 배우, 영화배우이다.
던가번에서 태어났다.

## 영화
- 메탈 하트 (2018년)
- 죽은 자를 찾아서 (2018년)
- 블랙 47 (2018년) - 피츠기본 역
- 로지 (2018년) - 존 역
- 더 로저스 (2017년) - 데시 역
- 핸섬 데블 (2016년)